# Shaniwarwada

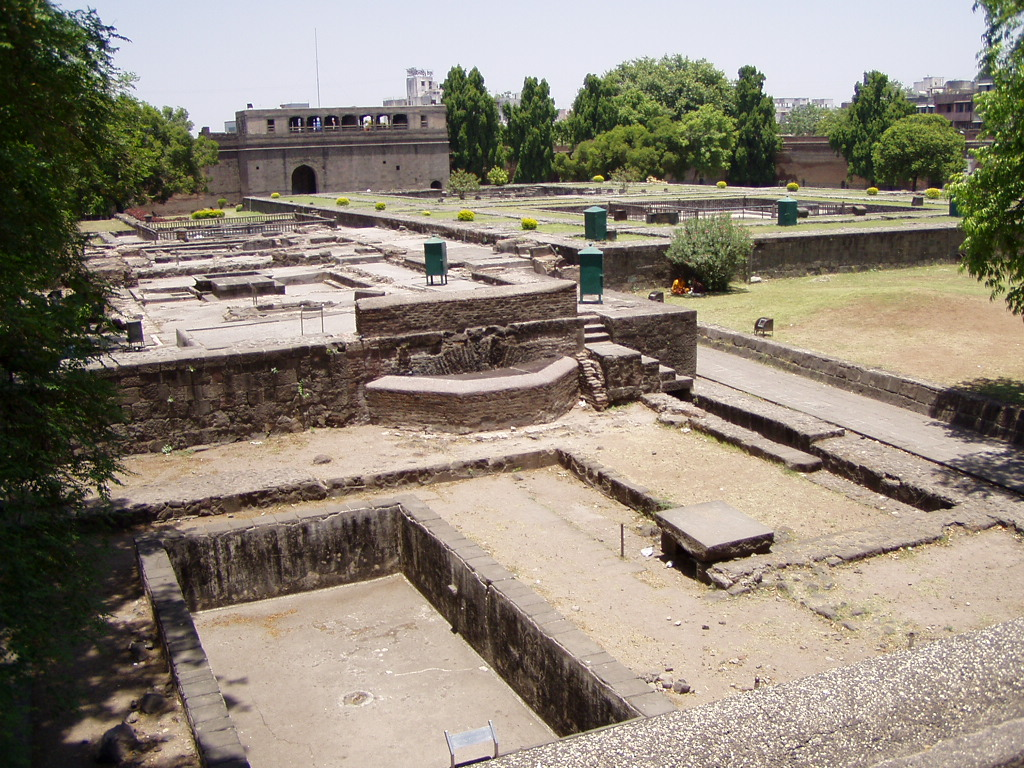
Shaniwarwada

Shaniwarwada (Marathi: शनिवार वाडा, Śanivār vāḍā) ist eine historische Festung aus dem 18. Jahrhundert und zugleich ehemaliger Regierungssitz der Peshwa in Pune im indischen Bundesstaat Maharashtra. Im Jahr 1828 zerstörte ein Feuer mit ungeklärter Ursache große Teile des Shaniwarwadas.

## Bedeutung

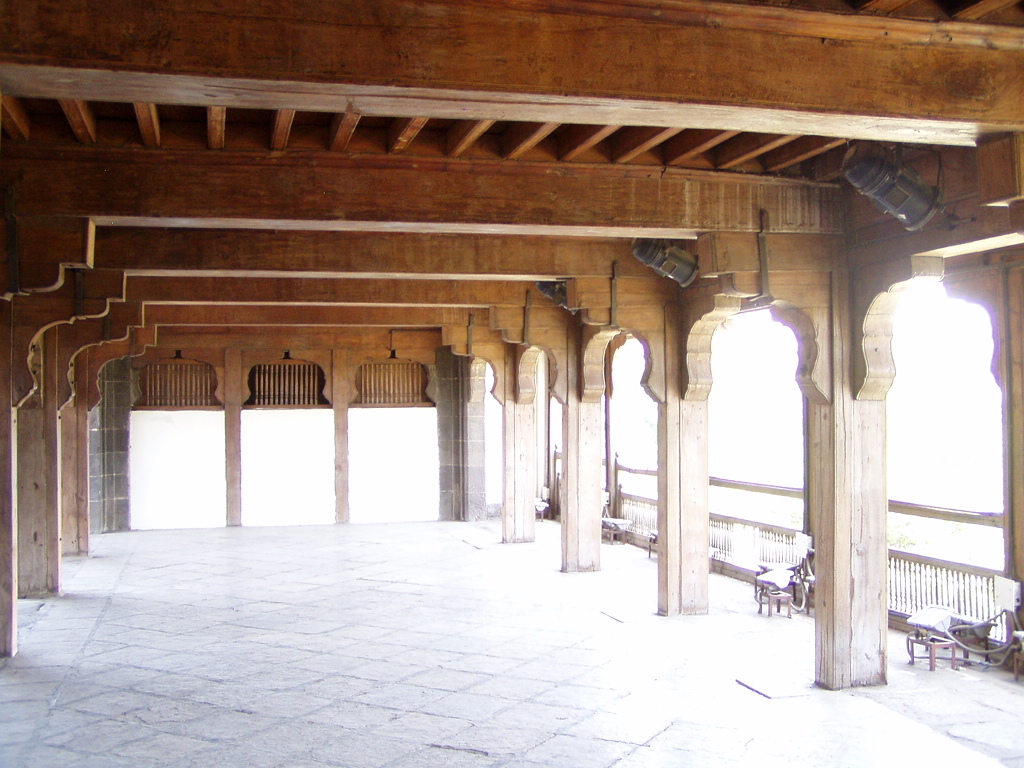
Halle des Shaniwarwadas

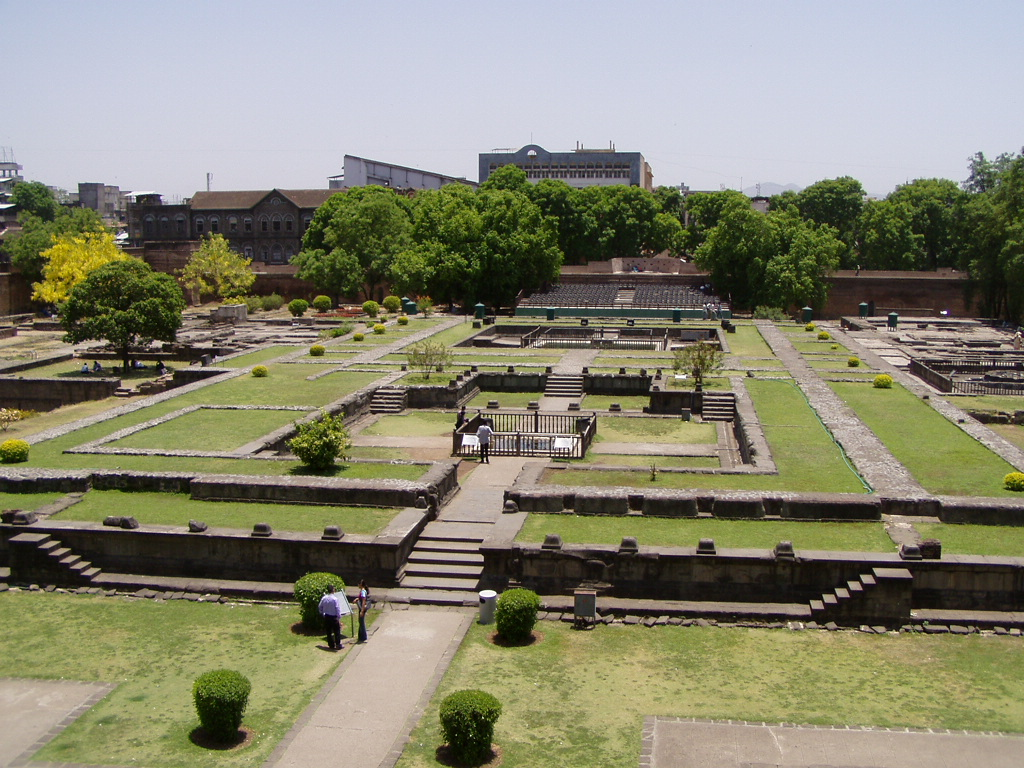
Gartenanlage

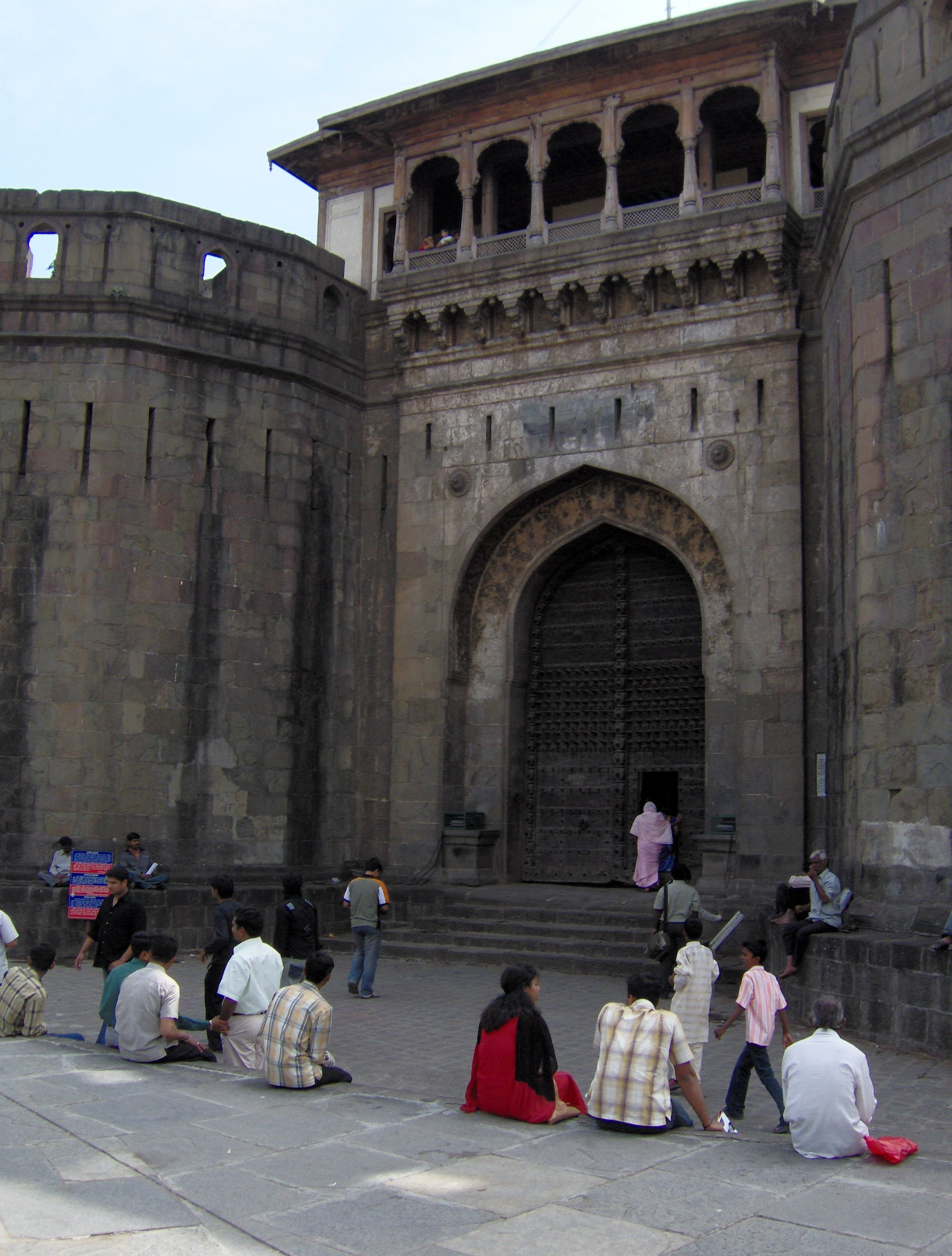
Haupttor in Richtung Norden: Delhi Darvaja

Shaniwar ist Marathi und bedeutet einerseits „Samstag“, andererseits ist Shaniwar ein Stadtteil von Pune, in dem sich die Shaniwarwada befindet. Wada ist ebenfalls Marathi und bedeutet so viel wie „Häuserkomplex“.

## Geschichte

### Errichtung
Am Samstag (shaniwar), dem 10. Januar 1730, legte Baji Rao I. den Grundstein für die Errichtung, indem er eine Handvoll Erde an die Stelle legte, wo später die Shaniwarwada erbaut werden sollte. Die Materialien für den Bau wurden zum einen aus Junnar, zum anderen aus Chinchwad und Jejuri besorgt. So holte man Teak aus Junnar und Kalk und Stein aus Chinchwad und Jejuri. Im Jahr 1732 wurde die Festung nach einer Bauzeit von nur zwei Jahren fertiggestellt und am 22. Januar 1732 mit einer hinduistischen Eröffnungszeremonie eingeweiht.
In den nächsten 60 Jahren ergänzten die regierenden Peshwas den Komplex so weit, dass er am Ende sieben Stockwerke hoch war. Die Gesamtkosten für den Bau beliefen sich insgesamt auf 16.110 Rupien.

### Shaniwarwada als Palast
Seit der Errichtung im Jahr 1732 wurde die Shaniwarwada von der Peshwa-Familie als Regierungssitz genutzt; dies endete im Jahr 1818, als die Briten die Regierungszeit der Peshwa beendeten.

## Beschreibung

### Tore
Die Shaniwarwada hatte fünf Tore:
- Delhi Darvaja (Nord- und Haupttor, liegt in Richtung Delhi)
- Mastani Darvaja (Nordtor)
- Ganesh Darvaja (Osttor)
- Khidki Darvaja (Osttor)
- Jambhul Darvaja (Südtor)

## Heute
Heutzutage ist die Shaniwarwada ein beliebtes Touristenziel.

## Galerie

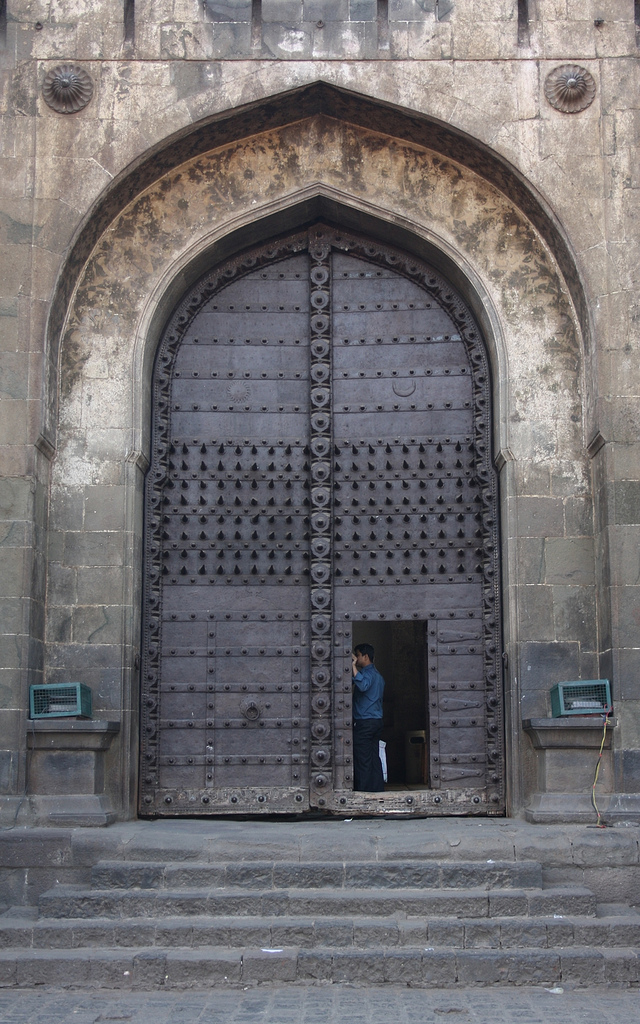
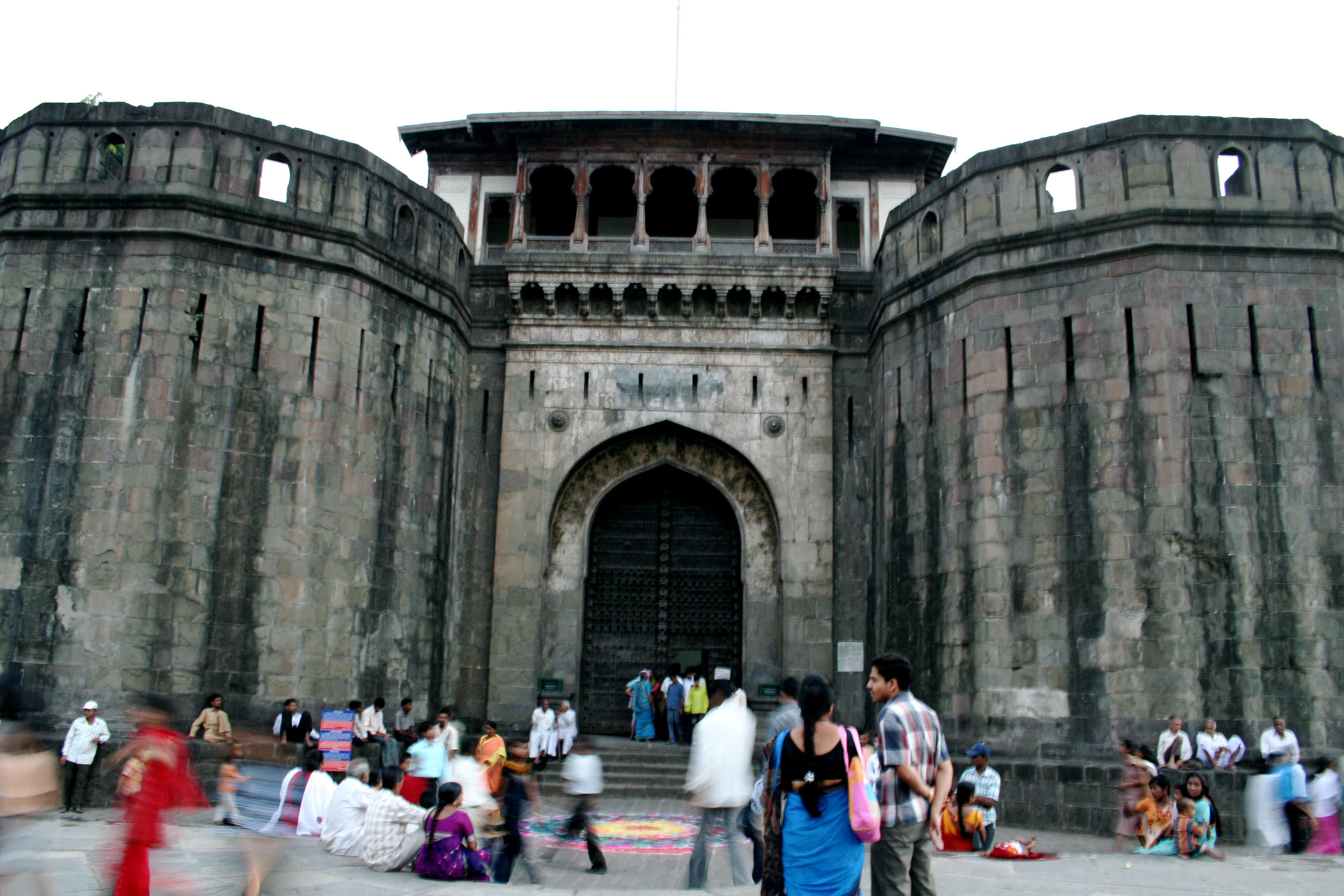
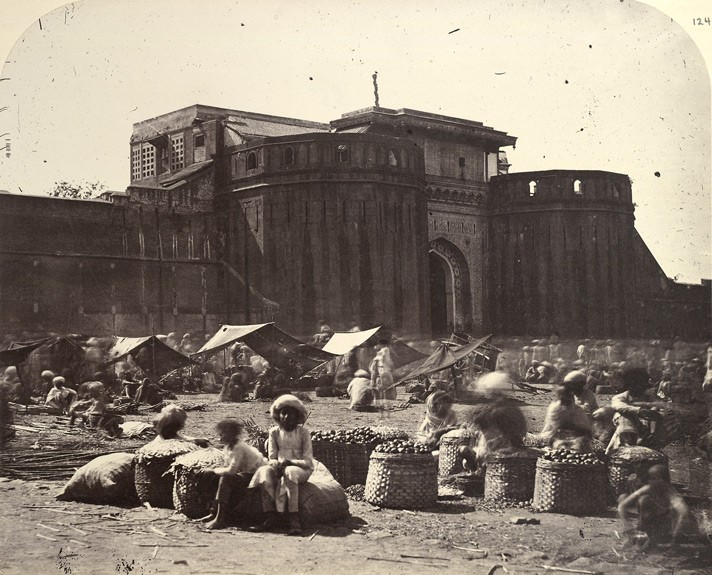
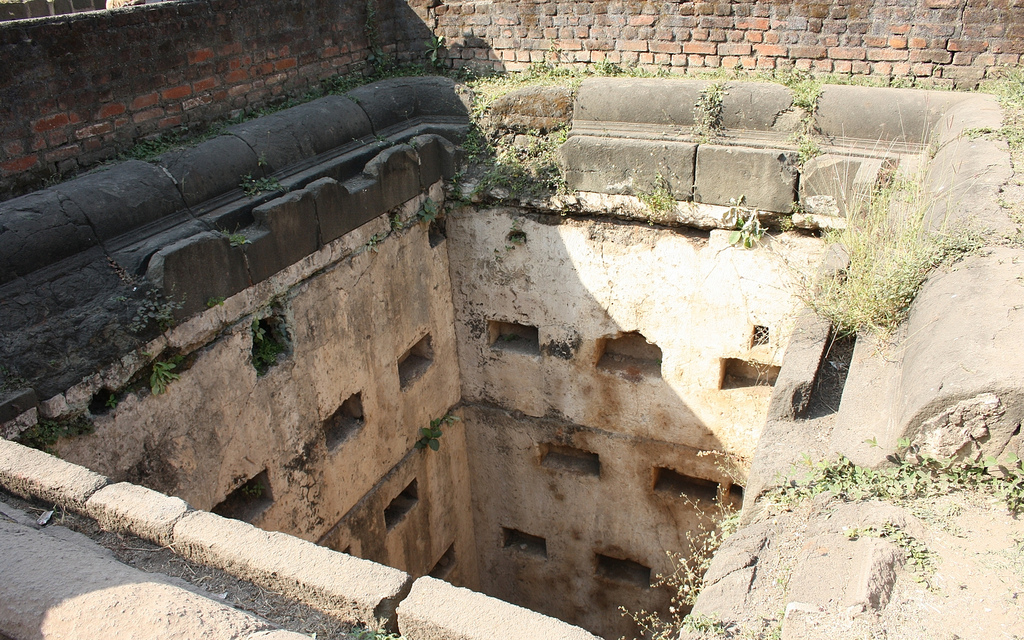
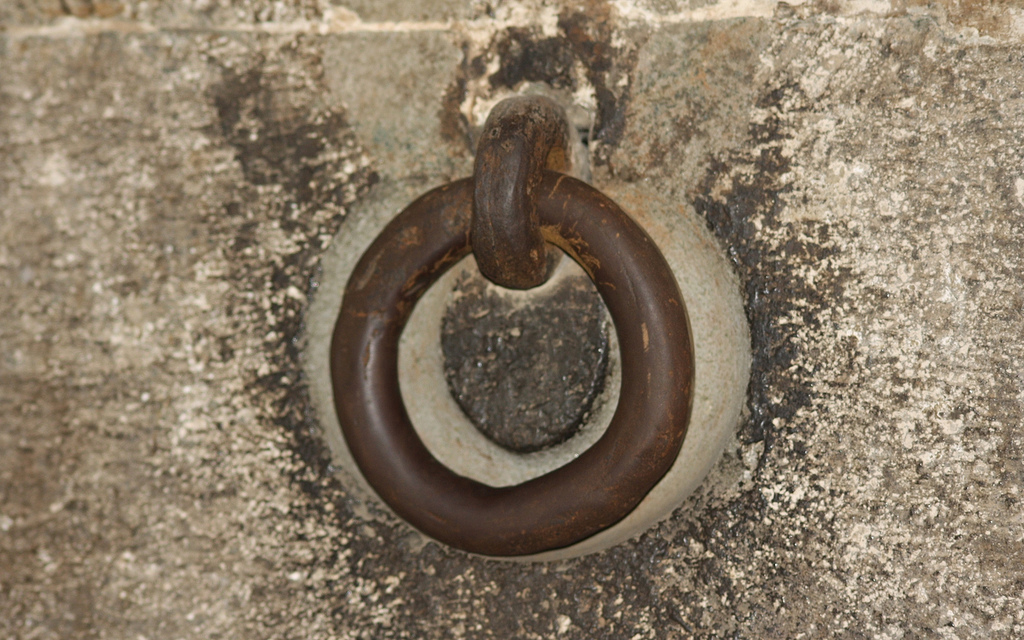
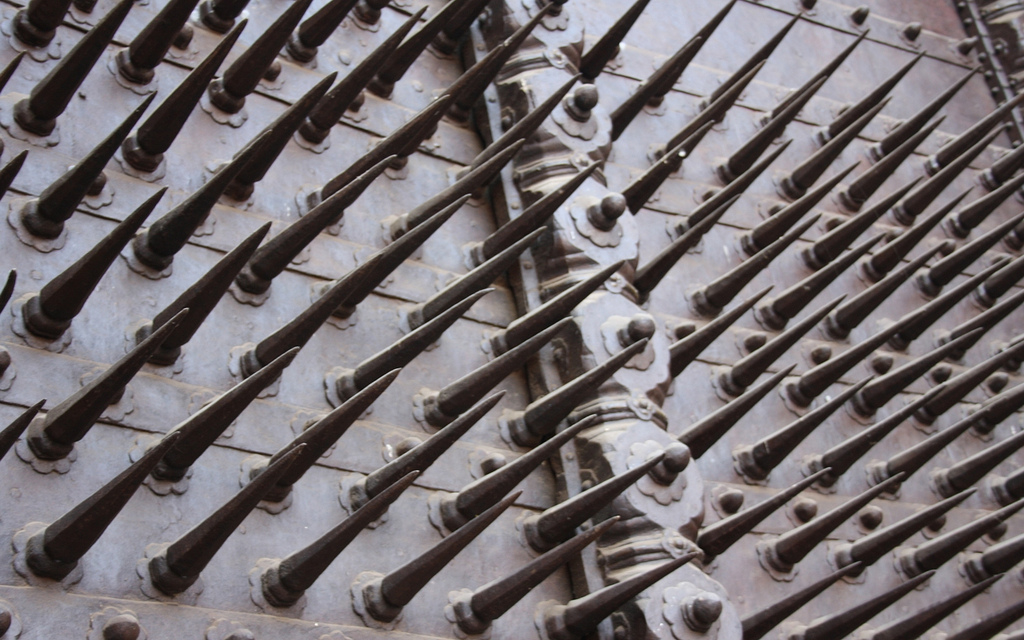
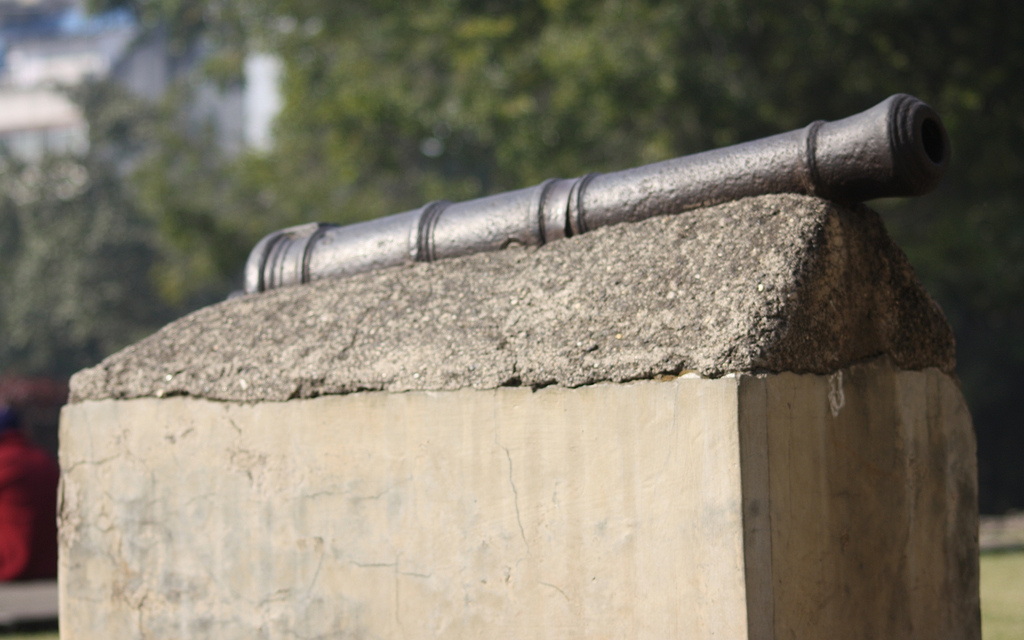
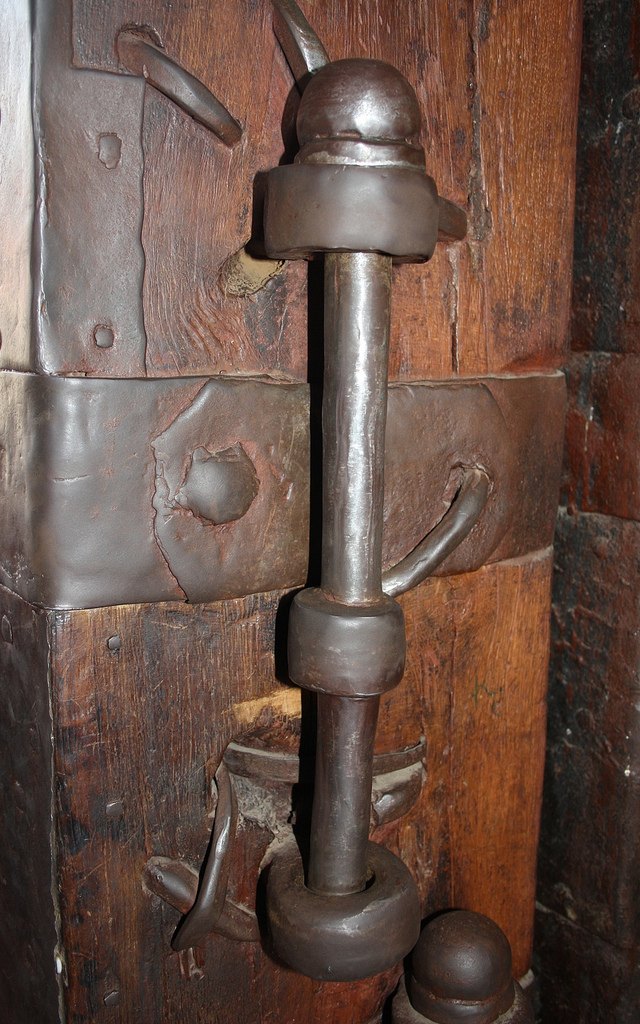
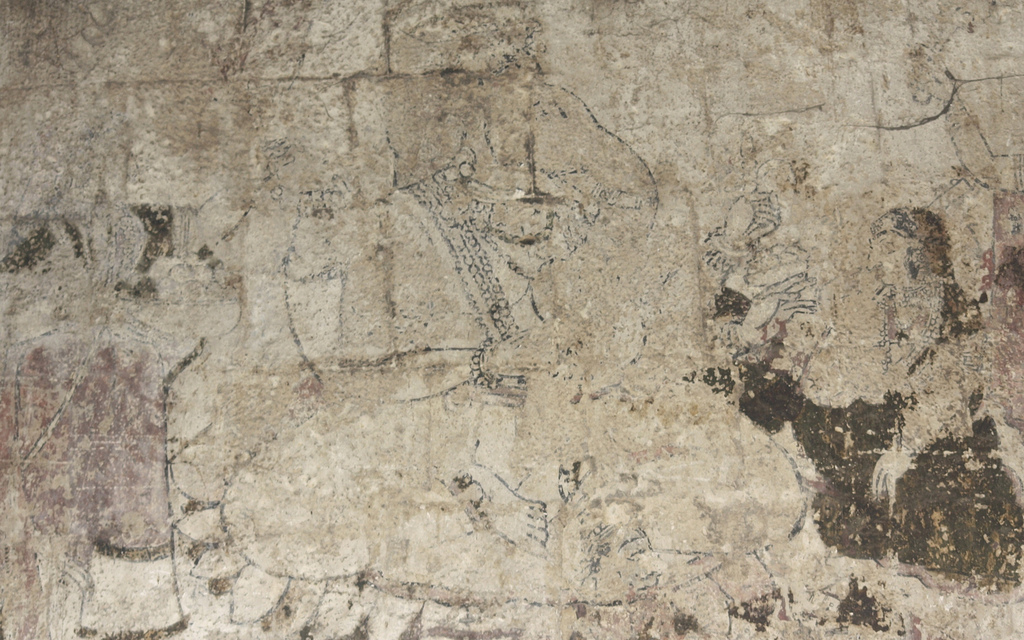
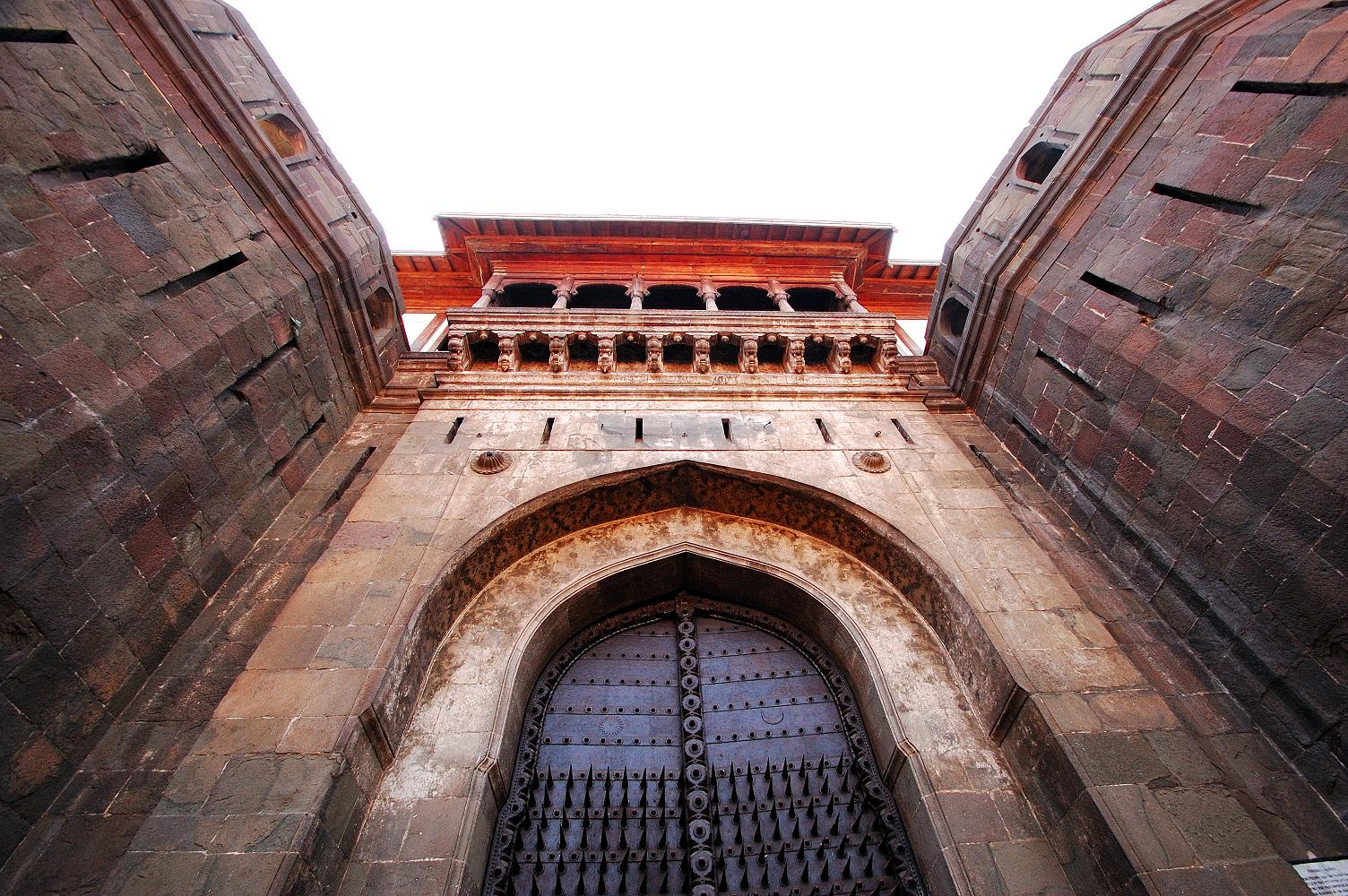